# Tokio Hotel
Tokio Hotel er et tysk pop/rock-band dannet i Magdeburg, Tyskland.
De fire drenge dannede bandet Devilish i 2001. I 2005, fik de en pladekontrakt, ændrede bandnavn til Tokio Hotel og udgav deres første album Schrei!. Deres første single "Durch den Monsun" toppede alle tyske hitlister. I 2007 udgav de deres andet album Zimmer 483 og samme år udgav de også albummet  scream efter Bills stemme var gået i overgang. I 2009 udkom albummet Humanoid og i 2014 udgav bandet deres femte album Kings of Suburbia efter en pause på fem år.
Tokio hotels fans kaldes "Aliens"
Bandet består af tvillingerne Bill og Tom Kaulitz, Georg Listing og Gustav Schäfer.

## Historie

### Begyndelse
Tvillingerne Bill Kaulitz (født 1. september 1989) og Tom Kaulitz har optrådt siden 9-års alderen. Efter at have optrådt i deres hjemby Magdeburg i 2001 mødte Bill og Tom Gustav Schäfer (født 8. september 1988) og Georg Listing (født 31. marts 1987). Deres sammenfaldende musiksmag ledte til skabelsen af bandet 'Devilish'. I 2003 fik gruppen en henvendelse af musikproduceren Peter Hoffmann og blev kort efter sat under kontrakt med Universal Music Domestic Division i Hamburg. De blev da kendt som 'Tokio Hotel' ('Tokio' for den livlige japanske by Tokyo og 'Hotel' for bandets konstante rejsen rundt på koncerttournéer). Bill forfattede med professionel hjælp størstedelen af sangene på deres album Schrei.

### Karriere
Musikvideoen til deres første debutsingle "Durch den Monsun" (Gennem monsunen) har spillet på tysk tv siden juli 2005. Bandet fik hurtigt en lang række fans efter dens udgivelse. Singlen kom på de tyske musikhitlister som #15 den 20. august og blev #1 den 26. august. Den blev også #1 på de østrigske musikhitlister. Den anden video var "Schrei". Denne video steg også til #1 overalt i Europa. De udgav deres album Schrei i september 2005. Tidligt i 2006 udkom deres tredje musikvideo "Rette Mich"Denne version af sangen var anderledes end originalversionen på deres første album, da Bill's stemme nu var gået i overgang, og der var foretaget visse instrumentale ændringer. "Rette Mich" blev også #1. Genudgivelsen af deres første album blev påbegyndt efters Bills stemmeforandring og endte med en udgivelse der inkluderede tre nye sange ("Schwarz", "Beichte", og "Thema nr. 1" (Tema #1) i marts 2006 med titlen Schrei: So Laut Du Kannst (Schrei – Noch Lauter Edition). I september 2006 udgav de deres fjerde og sidste single fra deres album Schrei: "Der Letzte Tag". Denne sang blev også #1. Videoen til "Der Letzte Tag" inkluderer også et bonusnummer kaldet "Wir Schließen Uns Ein". Den første udgave af Schrei, er nu udgået og kan ikke længere købes. I januar 2007 udsendte de deres single "Übers Ende der Welt". Sangen kan findes på deres andet album "Zimmer 483" (Værelse 483) der blev udgivet den 23. februar 2007. Den 7. april 2007 udkom andensinglen "Spring nicht". Samme sommer, udgav bandet et engelsk album, som indeholder engelske versioner af sange fra Schrei og Zimmer 483. I det forløbende efterår kom afslutnings singlen fra Zimmer 483 "An Deiner Seite (Ich bin da)". I august 2009 udgav de en helt ny single, "Automatisch"/"Automatic" I oktober, kom det længeventede tredje album "Humanoid", som er blevet lavet både på tysk og engelsk. Andensinglen blev "Lass uns Laufen"/"World Behind My Wall", og den udkom i januar 2010. Tredjesinglen "Sonnensystem"/"Darkside of the Sun" udkom i slutningen af juni 2010. Siden da har de arbejdet på deres nye album, som enten udkommer i 2013 eller 2014.

### De senere år – 2007
Bill og Tom fejrede deres 18-års fødselsdag i Hamburg, Tyskland i 2007. 
I Foråret 2007 udgav Tokio Hotel deres 2. Studiealbum – "Zimmer 483", som bl.a. indeholdt "Übers Ende Der Welt", "Spring Nicht", "Heilig", "An Deiner Seite", "Vergessene Kinder" og "Ich Breche Aus". Albummet blev en International succes, og derfor tog Tokio Hotel i oktober 2007 for første gang på tour i Europa, hvor de bl.a. spillede 12 koncerter i Frankrig. Det var dog langt fra sidste gang de spillede i Frankrig.
Tokio Hotel afsluttede deres Europæiske tour med en stor koncert d. 4 November i Essen, Tyskland.

### 2008
Bandet drog på en ny Europa Tour – 1000 Hotels Tour – d. 3. marts hvor de spillede i Bruxelles i Belgien. Efterfølgende drog de til Holland, Luxembourg og Frankrig, men herefter gik alt galt. En koncert i Marseille 14. marts, ødelagde foreløbigt Tokio Hotels tour. Bill havde været syg i nogle dage, men til koncerten i Marseille mistede han helt stemmen og havde svært ved at synge de planlagte sange. Den efterfølgende koncert i Lissabon i Portugal blev først aflyst på selve dagen, og derfor undskyldte bandet – uden Bill – på scenen i Lissabon. 
2 dage senere skrev det tyske blad Bild at Bill havde fået en cyste på sit stemmebånd, som gjorde det umuligt for ham at synge. Tokio Hotel var nødt til at aflyse resten af deres koncerter. Hvor af 2 af dem var i Danmark, Store vega i København og Gigantium i Aalborg. 
Bill måtte opereres, og denne proces forløb planmæssig og som den skulle. Det er samtidig også blevet offentliggjort at Tokio Hotel i foråret 2009 vil udgive et nyt Tysk album, og at et Engelsk album vil blive udgivet senere på året. Som blev udgivet med samme navn Humanoid i både tysk og engelsk version

### 2010
2010 var året hvor bandet besøgte Skandinavien. De spillede deres Welcome to Humanoid city tur den 1. marts, i Forum i København. Bandet medbragte deres egen scene, med broer, rumkapsel, lyseffekter og flammer m.m.

### 2011
Bill og Tom flyttede til Los Angeles i 2010,. Det, har de optrådt ved det russiske award show "Muz-TV Music Awards" i starten af juni, og ved det japanske velgørenhedsshow "MTV VMAJ (Video Music Awards Japan)" i forbindelse med jordskælvet i Japan. Tokio Hotel har doneret penge til Japan efter jordskælvet, på den måde at deres fans kunne købe badges, hvor overskuddet gik til de ramte områder i Japan.

## Tours
- 2005 – Schrei Tour
- 2006 – Schrei Tour
- 2007 – Zimmer 483 Tour
- 2008 – North American Tour
- 2008 – 1000 Hotels European Tour
- 2008 – North American Tour ||
- 2010 – Welcome to Humanoid City Tour
- 2015 - feel it all Tour part 1
- 2015 - feel it all Tour part 2 north America
- 2019 - Melancholic Paradise Tour (Europa og Rusland)
- 2020 - Melancholic Paradise Tour (Latinamerika)
- 2023 - Beyond the World Tour (Europa)

### Priser
- 06.10.2005 – "Best Newcomer" og "Super Markt" priser ved årlige Comet Awards.
- 24.11.2005 – "Eins Live Krone" pris.
- 01.12.2005 – "Bambi" pris.
- 12.03.2006 – "Best Newcomer" pris ved Echo Awards.
- 25.03.2006 – "Best Newcomer" pris ved Steiger-Award.
- 06.05.2006 – "Goldener Otto" pris ved Bravo Otto show.
- 22.05.2006 – "Music" pris ved Bild Osgar.
- 15.11.2006 – "Best-Selling German Act" pris ved WMAs 2006 i London.
- 07.12.2006 – "Best Liveact" pris ved Eins Live Krone.
- 25.03.2007 – "Best musicvideo" pris ved Echo Awards.
- 02.11.2007 – "Inter Act" pris ved EMA 2007
- 19.06.2013 _ " Best fan Army" ved MTV Music Award
- 10.11.2013 _ "Biggest fans" ved MTV music Award (Europa)

## Diskografi

### Albummer
| År   | Album                          | Hitliste-placering | Hitliste-placering | Hitliste-placering | Hitliste-placering | Hitliste-placering | Salgstal                 |
| År   | Album                          | TYS                | ØST                | SCH                | POL                | DAN                | Salgstal                 |
| ---- | ------------------------------ | ------------------ | ------------------ | ------------------ | ------------------ | ------------------ | ------------------------ |
| 2005 | Schrei                         | 1                  | 1                  | 3                  | 4                  | -                  | 500.000                  |
| 2006 | Schrei: So Laut Du Kannst      | 13                 | -                  | 39                 | -                  | 78                 | 100.000                  |
| 2007 | Zimmer 483                     | 1                  | 2                  | 2                  | 3                  | 11                 | 146.000 (den første uge) |
| 2007 | Scream/Room 483                | 2                  | 27                 | 26                 | -                  | 29                 | -                        |
| 2007 | Zimmer 483 - Live in Europe CD | -                  | 67                 | 34                 | -                  | -                  | -                        |
| 2009 | Humanoid                       | -                  | -                  | -                  | -                  | -                  | - 397.500                |
| 2014 | Kings of Suburbia              | -                  | -                  | -                  | -                  | -                  | -                        |
| 2017 | Dream Machine                  |                    |                    |                    |                    |                    |                          |
| 2022 | 2001                           |                    |                    |                    |                    |                    |                          |

### Dvd'er
| År   | Album                                                       | Hitliste-placering | Hitliste-placering | Hitliste-placering | Hitliste-placering | Hitliste-placering |
| År   | Album                                                       | TYS                | ØST                | SCH                | POL                | DAN                |
| ---- | ----------------------------------------------------------- | ------------------ | ------------------ | ------------------ | ------------------ | ------------------ |
| 2005 | Leb die Sekunde - Behind the scenes "Wir schließen uns ein" | 13                 | 1                  | 36                 | -                  | -                  |
| 2006 | Schrei Live                                                 | -                  | -                  | -                  | -                  | 10                 |
| 2007 | Zimmer 483 Live in Europe                                   | 17                 | 3                  | -                  | -                  | 1                  |
| 2008 | Tokio Hotel TV - Caught On Camera                           | -                  | -                  | -                  | -                  | -                  |

### Singles
| År   | Single                                 | Hitliste-placering | Hitliste-placering | Hitliste-placering | Hitliste-placering | Hitliste-placering | Hitliste-placering | Album                     |
| År   | Single                                 | TYS                | FRA                | ØST                | SCH                | POL                | DAN                | Album                     |
| ---- | -------------------------------------- | ------------------ | ------------------ | ------------------ | ------------------ | ------------------ | ------------------ | ------------------------- |
| 2005 | Durch den Monsun                       | 1                  | 8                  | 1                  | 5                  | -                  | -                  | Schrei                    |
| 2005 | Schrei                                 | 5                  | -                  | 3                  | 18                 | 1                  | -                  | Schrei                    |
| 2006 | Rette mich                             | 1                  | -                  | 1                  | 6                  | -                  | -                  | Schrei; So laut du kannst |
| 2006 | Der Letzte Tag                         | 1                  | -                  | 1                  | 7                  | -                  | -                  | Schrei                    |
| 2007 | Übers Ende Der Welt                    | 1                  | 2                  | 1                  | 2                  | 2                  | 3                  | Zimmer 483                |
| 2007 | Spring Nicht                           | 3                  | -                  | 7                  | 21                 | -                  | 10                 | Zimmer 483                |
| 2007 | Monsoon                                | -                  | -                  | -                  | 69                 | -                  | 14                 | Room 438/Scream           |
| 2007 | An deiner Seite (ich bin da)           | 2                  | -                  | 6                  | -                  | -                  | -                  | Zimmer 483                |
| 2008 | Don't Jump                             | -                  | -                  | -                  | -                  | -                  | -                  | -                         |
| 2009 | Automatic / Automatisch                | -                  | -                  | -                  | -                  | -                  | -                  | -                         |
| 2009 | World Behind My Wall / Lass Uns Laufen | -                  | -                  | -                  | -                  | -                  | -                  | -                         |
| 2010 | Dark side of the sun                   | -                  | -                  | -                  | -                  | -                  | -                  | -                         |
| 2010 | Hurricanes and Suns                    | -                  | -                  | -                  | -                  | -                  | -                  | Best Of TH                |
| 2014 | Run, Run, Run                          | -                  | -                  | -                  | -                  | -                  | -                  | Kings of Suburbia         |
| 2014 | Girl Got a Gun (kun promo)             | -                  | -                  | -                  | -                  | -                  | -                  | Kings of Suburbia         |
| 2014 | Love Who Loves You Back                | -                  | -                  | -                  | -                  | -                  | -                  | Kings of Suburbia         |

Kilde: Hitlisten.NU - Album Top-40 